# Antonio Bisquert Pérez
Antonio Bisquert Pérez (Valencia, 29 de junio de 1906-Madrid, 8 de junio de 1990) fue un pintor y restaurador español. Participó en la Junta de Incautación y Protección del Patrimonio Artístico durante la Guerra Civil Española.

## Biografía
Antonio Bisquert Pérez nació en Valencia en 1906, manifestando su vocación artística desde la infancia. En 1925 Bisquert ingresó en la Real Academia de Bellas Artes de San Carlos, donde obtuvo todos los primeros premios en dibujo y pintura, y fue discípulo de Mariano Benlliure. En la escuela de bellas artes forjó amistad con varios artistas españoles de vanguardia, incluyendo José Renau. Tras sus estudios Bisquert obtuvo un puesto de restaurador en el Museo Naval de Madrid, trabajando junto a Julio García Condoy. En 1930 fue nombrado profesor de la "Escuela de Artes y Oficios" de Madrid. En 1934 le fue otorgada la beca "Conde de Cartagena" de la Real Academia de Bellas Artes de San Fernando, que le permitió pasar varios años en Francia, Bélgica, Holanda y Alemania, y establecer contacto con artistas internacionales de vanguardia.
Durante la Guerra Civil Española de 1936-39 formó parte de la Junta de Incautación y Protección del Patrimonio Artístico, siendo nombrado asesor técnico de la misma. Allí trabajó en la compilación, protección y restauración de los cuadros del tesoro artístico español, y su traslado a Valencia para evitar su deterioro por los bombardeos que afectaban a Madrid. En este periodo fue también nombrado conservador-restaurador del Ministerio de Bellas Artes. Durante la guerra Bisquert trabajó asimismo para la Alianza de Intelectuales Antifascistas, y realizó numerosos carteles en defensa de la República. El cartel titulado "¡Por el orden republicano! : respetad la propiedad de los pequeños comerciantes e industriales" recibió un premio en un certamen nacional.
Después de la guerra la Comisión de Depuraciones le prohibió retornar a su puesto de conservador-restaurador en Madrid. Bisquert estableció su estudio como restaurador independiente y recibió importantes encargos del patrimonio nacional, como la restauración de las pinturas murales de la Sala de Batallas, o de los techos de la Casita del Príncipe, ambos en El Escorial. Como pintor Bisquert atravesó varios periodos, desde un temprano luminismo sorollesco, pasando por el abstracto, con creaciones originales en la técnica del Collage, y vuelta al realismo en su última época. Murió en Madrid en 1990. Una exposición antológica de las obras de Bisquert fue organizada póstumamente en Madrid en 1992, junto con otras obras de su contemporáneo Luis Brihuega.